# Bruchwiesen bei Mengshausen
Nach Aufgabe der Nutzung fielen die Bruchwiesen bei Mengshausen in dem Auenbereich der Fulda brach und wurden zum Lebensraum für zahlreiche bedrohte Sumpf- und Wiesenvögel. Gegen Ende der 1980er Jahre ist der Bereich als Naturschutzgebiet ausgewiesen worden. Mit der Unterschutzstellung sollte das Feuchtgebiet für bestandsgefährdete Vogelarten gesichert und weiter entwickelt werden. Das Naturschutzgebiet befindet sich vollständig in dem Fauna-Flora-Habitat-Gebiet „Obere und Mittlere Fuldaaue“ und dem Vogelschutzgebiet „Fuldatal zwischen Rotenburg und Niederaula“.

## Lage
Das Schutzgebiet liegt am östlichen Rand der weiträumigen Fuldaaue nordöstlich von Mengshausen, einem Ortsteil der Marktgemeinde Niederaula im osthessischen Landkreis Hersfeld-Rotenburg. Die überwiegend intensiv genutzte Flussauen-Kulturlandschaft befindet sich nach der naturräumlichen Gliederung Deutschlands, die auf der Geografischen Landesaufnahme des Instituts für Landeskunde Bad Godesberg basiert, im Kämmerzell-Hersfelder Fuldatal (355.2), innerhalb des Fulda-Haune-Tafellands (355). Nach Osten geht der Bereich in die Rombach-Hochflächen (355.30) über. Sie gehören alle zu der Haupteinheitengruppe des Osthessischen Berglands (35).

## Schutzgebiet
Die sumpfigen Wiesen sind wie die anderen Bereiche in der Fuldaaue, abgesehen von Siedlungs-, Gewerbe- und Verkehrsflächen, fast ausschließlich als Grünland, teils als Mähwiese, teils als Rinderweide genutzt worden. In den letzten Jahrzehnten fielen sie brach und mussten seither jährlich gemäht werden. Das Mähgut wurde kostenintensiv abgefahren oder im Wiesenbereich abgelagert. Als Lösung bot sich eine Beweidung mit robusten Rinderrassen an. Seit Mai 2004 grasen auf den Bruchwiesen und auf weiteren von dem Naturschutzbund Deutschland (NABU) angekauften Flächen Heckrinder. Die sehr widerstandsfähige und genügsame Art, die aus verschiedenen Ausgangsrassen gezüchtet wurde und sich dem Aussehen des ausgerotteten Auerochsen annähern sollte, beweidet ganzjährig die Bereiche des Naturschutzgebiets. Nur in langen Wintern, wenn die Bestände an Futter nachlassen, wird auch Heu zugefüttert. Bei strenger Kälte und in längeren Regenperioden können sich die Tiere in einen Unterstand mit einer Strohauflage zurückziehen.

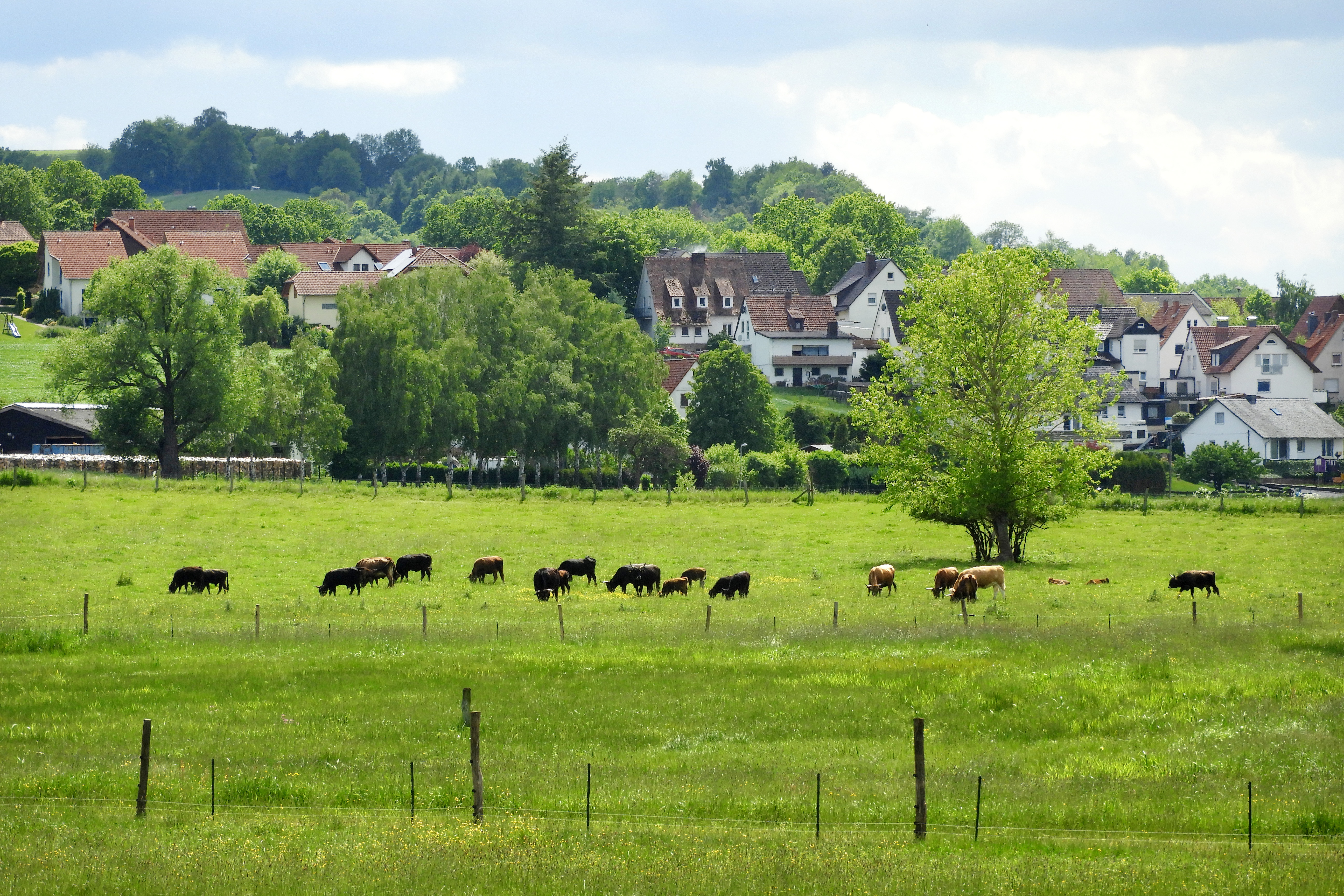
Heckrinder auf der Weide bei Mengshausen

Die verschiedenen Vegetationseinheiten werden durch die Herde unterschiedlich genutzt. Hauptsächlich beweiden die Tiere die Feuchtwiesen und die eher trockenen Weiden mit Süßgräsern, während die Bereiche, in denen kleine Tümpel angelegt wurden und in denen Schilf, Seggen und Binsen wachsen, gemieden werden. Durch den Verbiss von Gehölzen wird der Vegetationsaufwuchs niedrig gehalten. Auch durchbrechen die Rinderhufe den dichten Wurzelfilz der feuchten Böden und öffnen ihn kleinflächig. So führt das Weideverhalten der Rinder zu einem Mosaik aus unterschiedlichen Partien, die günstige Lebensräume für Vögel, Amphibien und Kleintiere darstellen. Auch die über das Jahr erfolgende Dungablage der Herde steigert das Nahrungsangebot vieler Vogelarten. Die Kothaufen sind selbst im Winter von Insektenlarven und allerlei Kleingetier besiedelt. Bei ganzjähriger Beweidung kommt es im Frühjahr zu einem Massenaufkommen von Käfern, die bei konventioneller Beweidung fehlt. Ebenfalls zeigen sich auf den Weiden gegenüber reinen Mahdflächen mehr Bodenspinnen, Netzspinnen, Heuschrecken und auch Tagfalter.
Als bemerkenswerte Vogelarten, die im Naturschutzgebiet beobachtet wurden, nennt die Informationstafel
Rohrweihe, Rohrammer sowie die in Hessen vom Aussterben bedrohten Bekassine und Kiebitz. Zu den hier lebenden Besonderheiten gehören auch Grünfrosch und Bergmolch.

## Schutz
- Naturschutzgebiet

Mit Verordnung vom 1. Dezember 1987 der Bezirksdirektion für Forsten und Naturschutz beim Regierungspräsidium in Kassel wurden die Bruchwiesen in der Fuldaaue zum Naturschutzgebiet erklärt. Mit der Unterschutzstellung sollte das Feuchtgebiet mit seinen Schilfflächen und Versumpfungszonen als Lebensraum bestandsgefährdeter Sumpf- und Wiesenvogelarten gesichert und weiter entwickelt werden. Über die Musterverordnung hinaus blieben die extensive Nutzung der Grünlandflächen, die Ausübung der Einzeljagd auf Haarwild in der Zeit vom 16. Juli bis 31. März sowie die erforderlichen Unterhaltungsmaßnahmen an den Gewässern von den Verboten ausgenommen. Das Naturschutzgebiet besitzt eine Größe von 10,4 Hektar, hat die nationale Kennung 1632014 und den WDPA-Code 162589.
- Fauna-Flora-Habitat-Gebiet

Die Bruchwiesen sind ein Teil des FFH-Gebiets „Obere und Mittlere Fuldaaue“, dessen Schutzwürdigkeit unter anderem mit der überregionalen Bedeutung für Rastvögel und den Schwarzblauen Ameisenbläuling (Maculinea nausithous) begründet wurde. Zu dem im Kreis Hersfeld-Rotenburg liegenden Bereich gehören Relikte natürlicher Auenelemente, wie extensiv genutzte, regelmäßig überschwemmte Wiesen, artenreiche Glatthaferwiesen, naturnahe Ufergehölze und Altarme. Das insgesamt rund 2.500 Hektar große FFH-Gebiet hat die Gebietsnummer 5323-303 und den WDPA-Code 555520692.
- Vogelschutzgebiet

Das Naturschutzgebiet befindet sich vollständig in dem Vogelschutzgebiet „Fuldatal zwischen Rotenburg und Niederaula“, das den weiten und offenen Abschnitt zwischen Solms und Rotenburg umfasst. Es wird lediglich durch einen nicht geschützten Bereich bei Bad Hersfeld unterbrochen. In dem Hessischen Fachkonzept zur Auswahl von Vogelschutzgebieten wird es als „bedeutendes und artenreiches Rast- und Überwinterungsgebiet für Wasser-, Wat- und Wiesenvögel“ charakterisiert, vor allem für Bekassine, Gänsesäger und Fischadler. Für den Kiebitz zählt es zu den fünf am besten geeigneten Gebieten in Hessen. Weiterhin ist es als Brutgebiet von Flussuferläufer, Flussregenpfeifer, Weißstorch, Eisvogel, Kiebitz, Bekassine und Neuntöter wichtig. Das Europäische Vogelschutzgebiet mit einer Größe von mehr als 1700 Hektar hat die Gebietsnummer 5024-401 und den WDPA-Code 555537601.

## Besucherhinweis

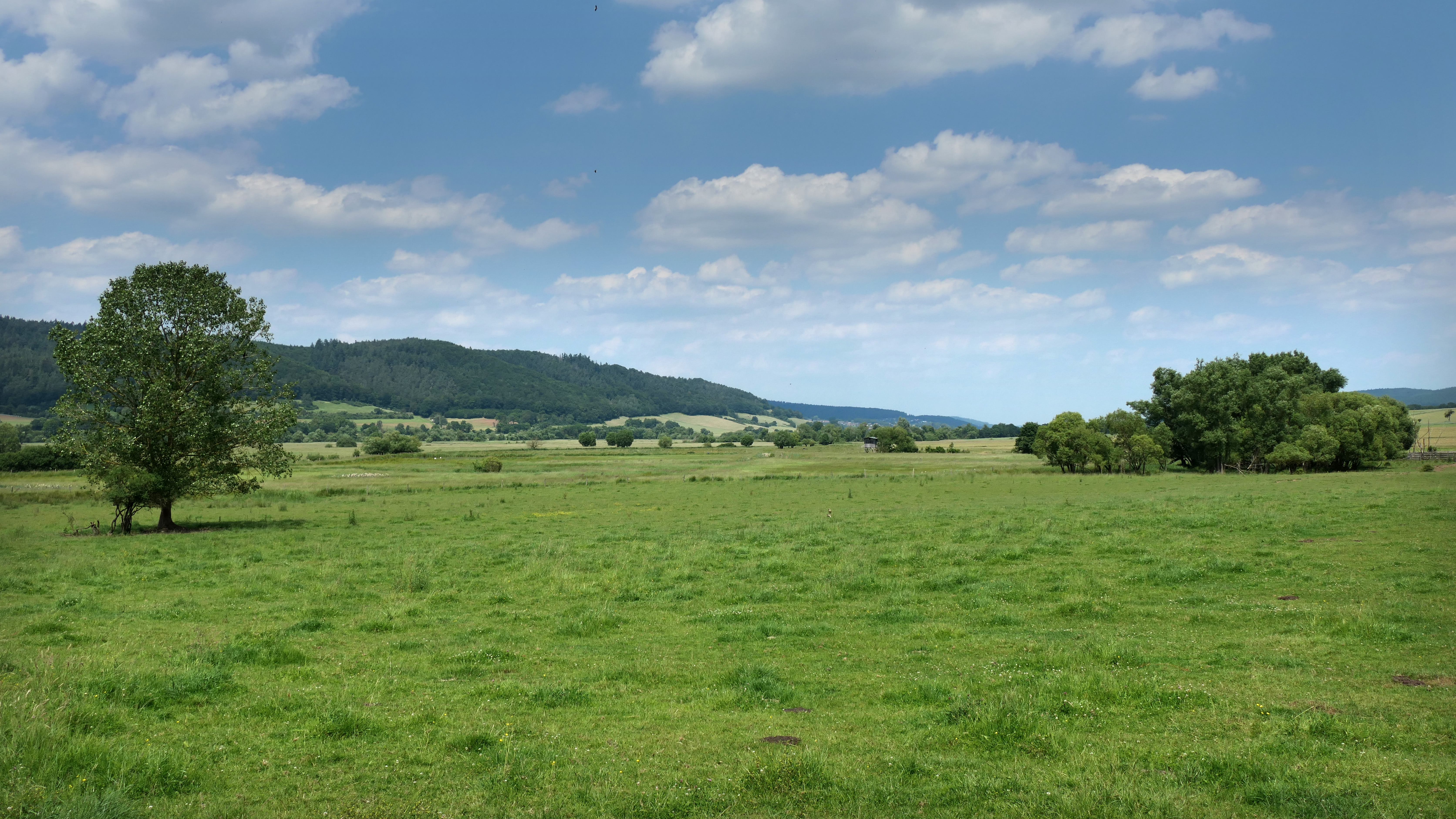
Blick nach Nordosten über die Bruchwiesen in die weiträumige Fuldaaue

Durch das Wiesengebiet bei Mengshausen führen mehrere Feldwege, die Blicke auf den geschützten Bereich ermöglichen. An der südwestlichen Ecke des Naturschutzgebiets informiert eine Schautafel über die Besonderheiten und auf der nördlichen Seite befindet sich ein Vogelbeobachtungsstand. Der Fulda-Radweg, auch Hessischer Radfernweg R1 genannt, der von der Quelle an der Wasserkuppe bis nach Hann. Münden führt, verläuft nahe der Bruchwiesen auf der anderen Flussseite.